# ドリームス・テイク・フライト
「ドリームス・テイク・フライト」（Dreams Take Flight）は、東京ディズニーシーのロストリバーデルタにある「ハンガーステージ」で、2025年7月16日よりスタート予定のエンターテイメントプログラムである。
ハンガーステージで公演されていた前作『ソング・オブ・ミラージュ』は、新型コロナウイルス感染症の影響による臨時休園に伴い、2020年2月28日から公演を休止した。その後、パークが運営を再開しても公演は再開されることなく、本プログラムの発表により正式に終了が告知された。

## ストーリー
始業前の工場では、工場長のピートを中心に、飛行機作りに誇りと情熱を注ぐ職人たちが集まり、大忙しの1日が始まる。塗装係のドナルドダック、道具調達係のチップとデール、電気技師のマックスらが登場し、さまざまなハプニングを乗り越えながらも、飛行機の製作に全力を尽くしていく。
パイロットのミニーマウスが大空への憧れを歌い上げると、いよいよ飛行機作りの総仕上げが始まる。ミッキーとともにゲストも飛行機作りに参加し、会場は一体感に包まれる。そして、飛行機の完成を祝うフィナーレで物語は締めくくられる。

## 制作
制作にあたって、オリエンタルランドの石原基成プロデューサーと演出担当・有賀美智氏は、飛行機工場という独自の設定と、そこに登場するディズニー／ピクサー映画のキャラクターの組み合わせに重点を置いたと語っている。石原氏は「ミッキーたちは飛行機工場の中で役割を持って各シーンに登場し、その魅力が引き立つような新展開が開発のポイント」と説明。有賀氏は「彼らの想いを体現する上で、ディズニー映画の主人公たちが新たに登場し……上手く表現することが大きなポイント」と話した。
また、有賀氏は特にミニーマウスのパイロット役にこだわり、「メリダ、モアナ、ポカホンタスといった自ら人生を切り開く女性たちを合わせることで、ミニーのシーンに深みを持たせた」と強調している。
制作チームは全シーンへの徹底した演出にも意欲的で、石原氏は「本当にすべてがこだわり抜かれたシーンになっている。ゲスト一人ひとりのお気に入りの場面を見つけてほしい」とコメント。有賀氏も「遊び心溢れるパフォーマンスで届けるエンターテインメントに期待してほしい」と話している。

## 公演データ
- 公演場所：ハンガーステージ（東京ディズニーシー、ロストリバーデルタ）
- 公演時間：約25分
- 登場キャラクター：ミッキーマウス、ミニーマウス、ドナルドダック、チップ、デール、マックス、ピート、ミゲル、ティモン、メリダ、ポカホンタス、モアナ